# Gmina Križevci
Križevci – gmina w Słowenii. W 2010 roku liczyła 3663 mieszkańców.

## Miejscowości
Miejscowości wchodzące w skład gminy Križevci:

- Berkovci
- Berkovski Prelogi
- Boreci
- Bučečovci
- Dobrava
- Gajševci
- Grabe pri Ljutomeru
- Iljaševci
- Ključarovci pri Ljutomeru
- Kokoriči
- Križevci pri Ljutomeru – siedziba gminy
- Logarovci
- Lukavci
- Stara Nova vas
- Vučja vas
- Zasadi